# Dagami
Dagami est une municipalité des Philippines située dans la province de Leyte.

## Histoire
La municipalité de Tabontabon, à l'est, a intégré des barangays de Dagami en 1953 et en 1957.

## Subdivisions
Dagami est divisée en 65 barangays et deux districts non-législatifs :
- Abaca
- Abre
- Balilit
- Banayon
- Bayabas
- Bolirao
- Buenavista
- Buntay
- Caanislagan
- Cabariwan
- Cabuloran
- Cabunga-an
- Calipayan
- Calsadahay
- Caluctogan
- Calutan
- Camono-an
- Candagara
- Canlingga
- Cansamada East
- Digahongan
- Guinarona
- Hiabangan
- Hilabago
- Hinabuyan
- Hinologan
- Hitumnog
- Katipunan
- Los Martires
- Lobe-lobe
- Macaalang
- Maliwaliw
- Maragondong
- Ormocay
- Palacio
- Panda
- Patoc
- Plaridel
- Sampao West Pob. (Dist. 8)
- Lapu-lapu Pob. (Dist. 2)
- Lusad Pob. (Dist. 6)
- Sampao East Pob. (Dist. 9)
- San Antonio Pob. (Dist. 5)
- San Jose Pob. (Dist. 1)
- Santa Mesa Pob. (Dist. 7)
- Tunga Pob. (Dist. 4)
- San Roque Pob. (Dist. 3)
- Poponton
- Rizal
- Salvacion
- San Benito
- Santo Domingo
- Sirab
- Tagkip
- Tin-ao
- Victoria
- Balugo
- Cansamada West
- Capulhan
- Lobe-lobe East
- Paraiso
- Sampaguita
- Sawahon
- Talinhugon
- Tuya